# Hamersleygebergte
Hamersley is een gebergte in de regio Pilbara in West-Australië.

## Geschiedenis
De oorspronkelijke bewoners van het gebergte zijn de Banyjima, Kurrama en Innawonga Aborigines. Zij noemden het gebergte Karijini. Bewijzen voor de aanwezigheid van hun voorouders gaan minstens dertigduizend jaar terug. Aboriginesgebruiken zoals 'Fire Stick Farming' zorgden voor de diverse fauna en flora die het gebergte kenmerkt. Er zijn tal van belangrijke plaatsen voor de Aborigines in het gebergte waaronder enkele waterpoelen.
In 1861 leidde Francis Thomas Gregory een expeditie om de noordwestkust van West-Australië te verkennen. Op 12 juni 1861 vernoemde hij het gebergte naar een belangrijke promotor van de expeditie, de pastoralist Edward Hamersley.

## Geografie
Het Hamersleygebergte begint bij de rivier Fortescue in het noordoosten en strekt zich 450 kilometer naar het zuiden uit.
Het hoogste punt van West-Australië ligt in het gebergte, Mount Meharry, en is 1.249 meter hoog.
Andere hoge bergtoppen zijn:
- Mount Bruce (1.234 meter)
- Mount Nameless (Jarndunmunha, 1.115 meter)
- Mount Reeder Nichols (1.109 meter)
- Mount Samson (1.107 meter)
- Mount Truchanas (1.148 meter)
- Mount Tom Price (775 meter).

## Fauna en flora
Het Hamersleygebergte staat bekend om zijn grote verscheidenheid aan acacia's. Er werden in 1982 drieënvijftig soorten geteld. Drie daarvan zijn endemisch : A. daweana, A. effusa en A. exilis.
In het nationaal park Karijini groeien een vierhonderdtachtigtal plantensoorten waarvan er slechts twee zeldzaam zijn, de Thryptomene wittweri en de Lepidium catapycnon.
Er leven een dertigtal inheemse zoogdieren, honderddrieëndertig vogelsoorten en negentig soorten reptielen en amfibieën. De Falco peregrinus en de Morelia olivacea barroni worden beschermd. Er leven ook dingo's in het nationaal park. Hun populatie wordt onder controle gehouden door het leggen van aas, geïmpregneerd met het gif '1080'.

## Varia

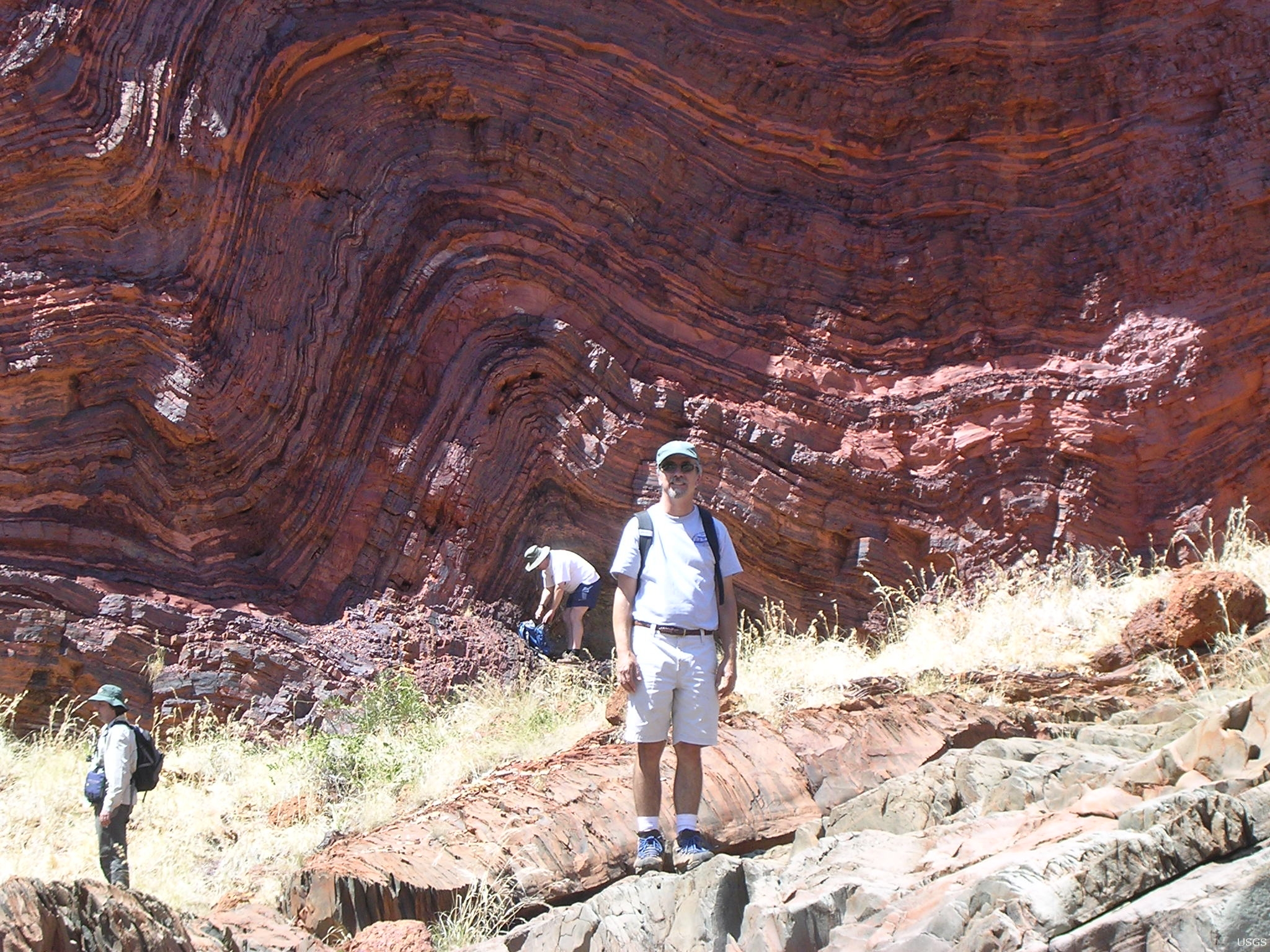
Geoloog met geplooide lagen 'banded iron formation' op de achtergrond

Het nationaal park Karijini ligt in het Hamersleygebergte en is een van de grootste nationale parken van Australië. Het heette vroeger Hamersley National Park.
Het Hamersleygebergte bevat grote ijzerertsafzettingen en levert een groot aandeel in de ijzerertsexport van Australië. Het gaat vooral om ijzererts verworven uit 'banded iron formation'. West-Australiës belangrijkste ijzerproducenten hebben mijnen, mijnwerkersdorpen en spoorwegen in en rond het Hamersleygebergte. Rio Tinto Group heeft verschillende ijzerertsmijnen in het gebergte waaronder de Mount Tom Price-, Marandoo-, Brockman-, Channar-, West Angelas-, Mesa A- en Paraburdoomijnen. Elk jaar wordt meer dan honderd miljoen ton ijzererts uit het gebergte gewonnen.
Tot 1966 werd het gevaarlijke crocidoliet (blauwe asbest) gedolven in de Wittenoom-, Yampire- en Dalekloof.

### Juukan Gorge
Op 23 mei 2020 blies Rio Tinto een grot met Aboriginalkunst op tijdens uitbreidingswerken. Op 11 september 2020 werd aangekondigd dat als gevolg van de vernieling Rio Tinto's CEO Jean-Sébastien Jacques ontslag nam.